# 蘿琪雅·薩哈瓦·侯賽因

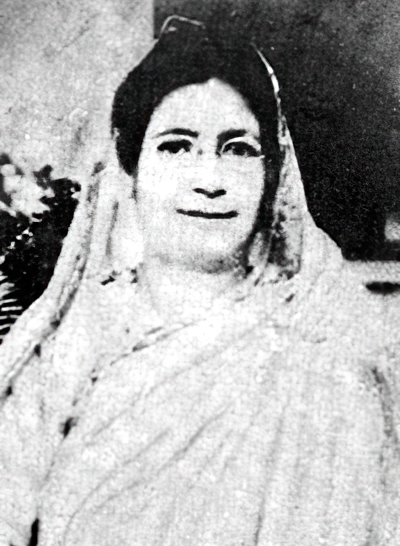

蘿琪雅·薩哈瓦·侯賽因 （Rokeya Sakhawat Hossain，1880年12月9日—1932年12月9日）是一位孟加拉女权主义思想家、作家、教育家和政治活动家。
蘿琪雅·薩哈瓦·侯賽因認為女性缺乏教育是导致其经济地位低下的原因 ，并在加尔各答建立了第一所穆斯林女子学校。 她還寫過一部以女兒國为背景的女权主义科幻中篇小说 。